# Gastrophryne
Genre
Gastrophryne est un genre d'amphibiens de la famille des Microhylidae.

## Répartition
Ce genre regroupe quatre espèces qui se rencontrent aux États-Unis et en Amérique centrale.

## Liste des espèces
Selon Amphibian Species of the World (15 novembre 2013) :
- Gastrophryne carolinensis (Holbrook, 1835)
- Gastrophryne elegans (Boulenger, 1882)
- Gastrophryne mazatlanensis (Taylor, 1943)
- Gastrophryne olivacea (Hallowell, 1856)

## Publication originale
- Fitzinger, 1843 : Systema Reptilium, fasciculus primus, Amblyglossae. Braumüller et Seidel, Wien, p. 1-106 (texte intégral).